# Fontaine-Denis-Nuisy
Fontaine-Denis-Nuisy è un comune francese di 249 abitanti situato nel dipartimento della Marna nella regione del Grand Est.

## Società

### Evoluzione demografica
Abitanti censiti